# Жељка Маркић
Жељка Маркић (Загреб, 11. новембар 1964) хрватска је предузетница, новинарка, активисткиња, хуманитарна радница и десничарска политичарка.

## Биографија
Жељка Маркић је рођена 11. новембра 1964. године у Загребу, као најстарије дете у породици са шесторо деце. Њен отац, Маријо Живковић, оснивач је и директор удружења Обитељски центар, које се залаже за укидање самовољног побачаја и промовише „природне“ методе планирања породице.
Била је прва председница десничарске странке Хрватски раст (Храст), затим потпредседница удружења Глас родитеља за дјецу (Грозд), оснивач хрватске испоставе међународне организације Маријини оброци (Mary's Meals), заједно с мужем координатор породичног удружења Обитељско обогаћивање.

## Рад и активизам
Маркићева је завршила класичну гимназију и диломирала општу медицину, мада никада није радила као лекар. За време рата у Хрватској (отприлике 1991—1995), отпочела је новинарску каријеру радећи као ратни известитељ за Хрватску радио-телевизију (ХРТ). Нешто касније била је теренски продуцент за телевизијске куће Би-Би-Си (BBC), Ен-Би-Си (NBC) и Радио-телевизију Италије (RAI). Од 2003. до 2006. године радила је као дневни уредник информативних емисија на Новој ТВ.
Жељка је мајка четворо деце, а са супругом, такође доктором, води приватно предузеће за клиничка истраживања лекова названо Сермон (SermonCRO d.o.o.). Представница је грађанске иницијативе У име обитељи, која је прикупила и Сабору Републике Хрватске предала 749.316 потписа, све са циљем расписивања референдума којим би се у хрватски устав унела одредба по којој је брак животна заједница мушкарца и жене. Како је сакупљен довољан број потписа, референдум је одржан 1. децембра 2013. Исход иницијативе јесте да се већина (65,87%) изашлих грађана сложила са предлогом.
Новинари хрватског Јутарњег листа и појединих интернет портала успели су да пронађу везу између грађанског покрета чији је Жељка представник и католичке организације Опус деи (Божје дело). Наводно је Маркићева 2006. у својој фармацеутској фирми запослила оснивачицу хрватског женског огранка Опуса. Сем тога, исти медији су објавили и да су открили да у њеној вили на Шипану често бораве чланови ове организације. Међутим, Жељка је одбила да потврди или демантује ове наводе.